# ナンタケット島出身のアーサー・ゴードン・ピムの物語
『ナンタケット島出身のアーサー・ゴードン・ピムの物語』（ナンタケットとうしゅっしんのアーサー・ゴードン・ピムのものがたり、The Narrative of Arthur Gordon Pym of Nantucket ）は、1838年に刊行されたエドガー・アラン・ポーの冒険小説。｢ゴードン・ピムの冒険」等の日本語タイトルもある。ポー唯一の長篇小説だが、未完とも取れるようなあいまいな結末を持つ。1890年代にはジュール・ヴェルヌが（『氷のスフィンクス』）、1990年代にはルーディ・ラッカーが（『空洞地球』）それぞれ続編ないし解決編を書いている。

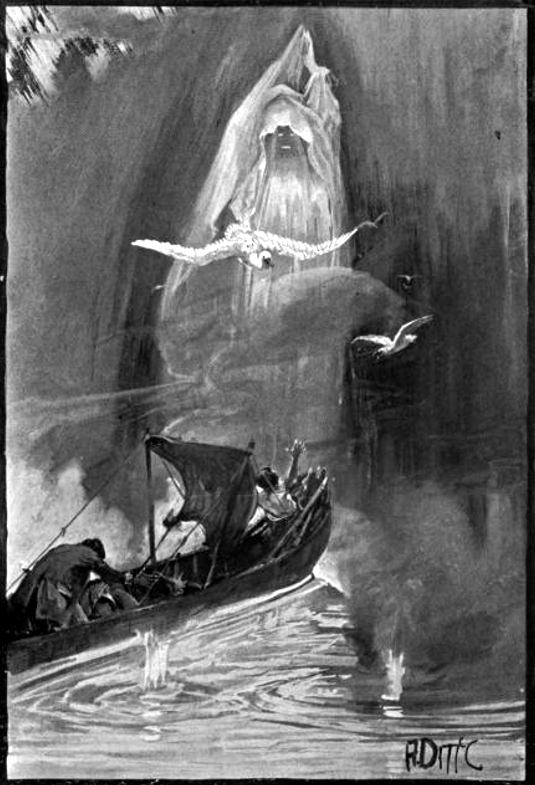

この作品にはカニバリズムが出てくるが、大岡昇平は代表作『野火』の中で、この作品が全体のワクになっていると書いている。

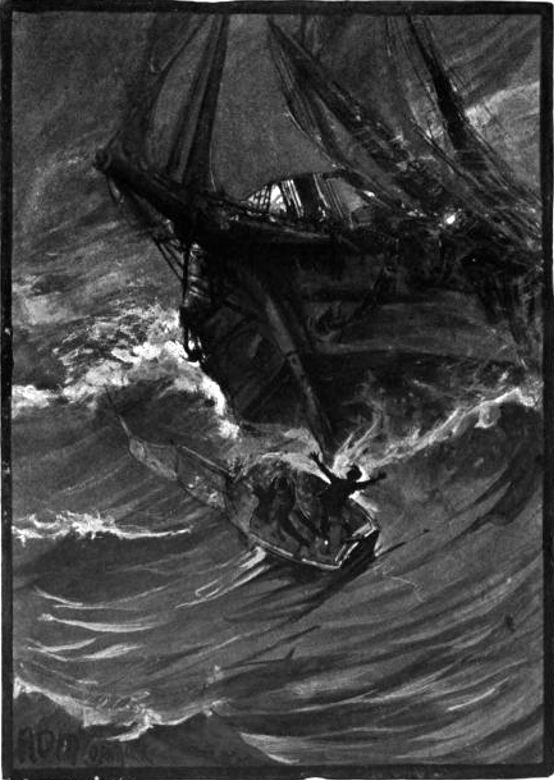

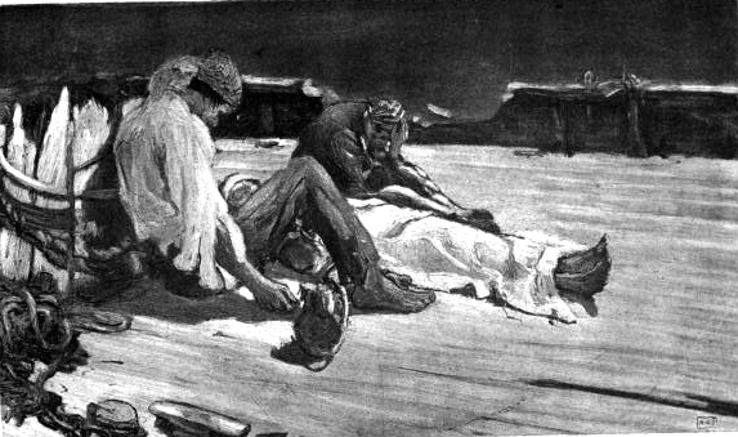

## あらすじ
主人公アーサー・ゴードン・ピムが密航した捕鯨船で船員の反乱が起こり、更に暴風雨に遭遇して遭難、漂流する。生き残ったピムらはジェイン号に救出されたものの、そのまま南極探検に向かうことになる。しかしジェイン号乗組員のほとんどは、白いものを異常に恐がる原住民によって全滅する。からくも脱出したピムは、南の果てで不思議なものを目撃する。

## 実際の事件
作中では、リチャード・パーカーを三人が食べる場面があるが、この作品が発表された46年後に、ある船が遭難し、生きるためにリチャード・パーカーという同姓同名の男が食べられる事件（ミニョネット号事件）が発生した。裁判で実際の船員たちがポーの小説を読んでいてそれを再現したのではという嫌疑がかったが、船員たちは識字レベルが低く、エドガー・アラン・ポーの存在すら知らなかったとのべている。

## 日本語訳
- 大西尹明訳
  - 「ゴードン・ピムの冒険」 - 『世界大ロマン全集16』（東京創元社、1957年）に収録
  - 「ナンタケット島出身のアーサー・ゴードン・ピムの物語」 - 『ポオ小説全集2』（創元推理文庫、1974年）に収録
- 高松雄一訳「ナンタケット生まれのアーサー・ゴードン・ピムの物語」 - 『世界文学全集 14』（講談社、1969年）に収録

などの日本語訳がある。

## 関連項目

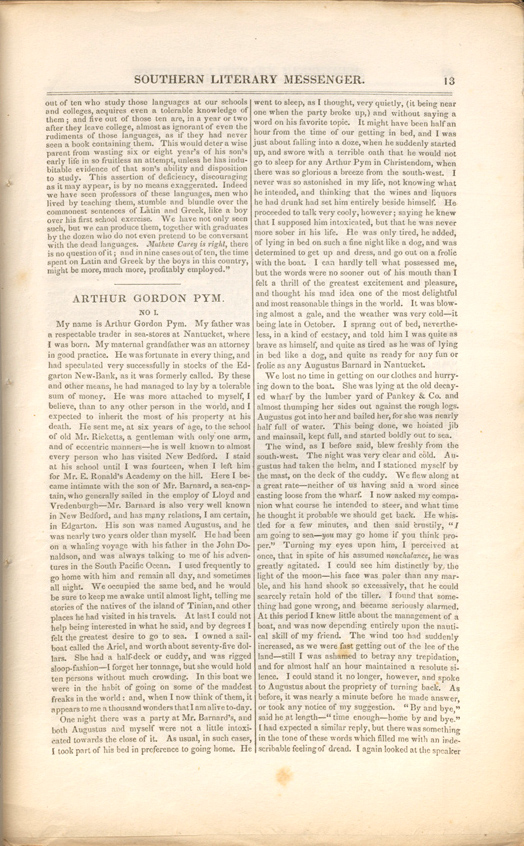

## さらに読む
- Almy, Robert F. "J. N. Reynolds: A Brief Biography with Particular Reference to Poe and Symmes", The Colophon 2 (1937): 227-245.
- Ricardou, John. "The Singular Character of the Water", English translation of a French analysis of the last part of Pym, Poe Studies, vol. VIII, no. 1, June 1976.
- Ridgely, J. V. "The Continuing Puzzle of Arthur Gordon Pym, Some Notes and Queries", Poe Newsletter, vol. III, no. 1, June 1970
- Sands, Kathleen. "The Mythic Initiation of Arthur Gordon Pym", Poe Studies, vol. VII, no. 1, June 1974
- Wells, Daniel A. "Engraved Within the Hills: Further Perspectives on the Ending of Pym", Poe Studies, vol. X, no. 1, June 1977: 13-15.